# Liseberg
Koordinaten: 57° 41′ 42″ N, 11° 59′ 35″ O

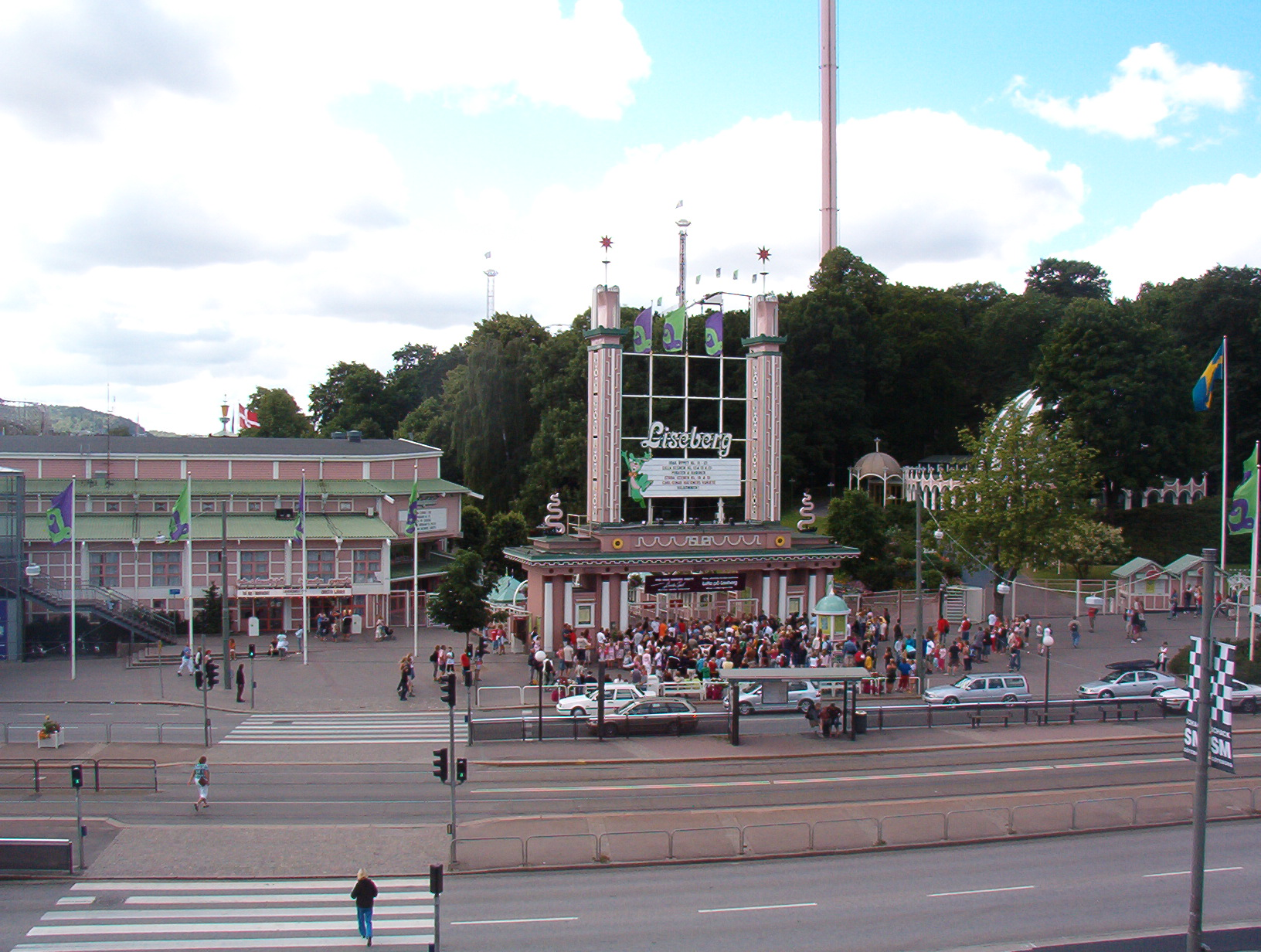
Eingang zu Liseberg

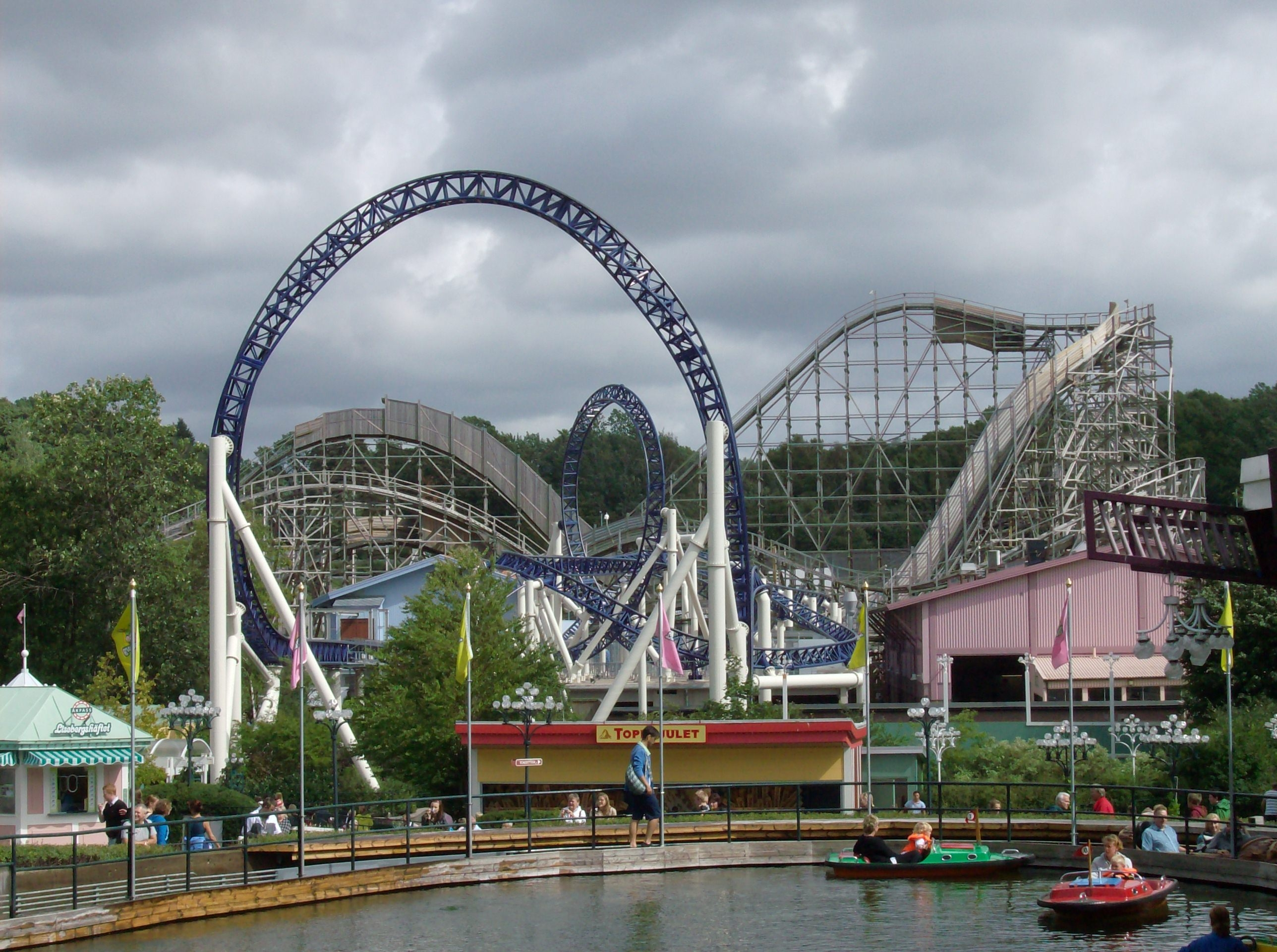
Achterbahnen im Liseberg-Park

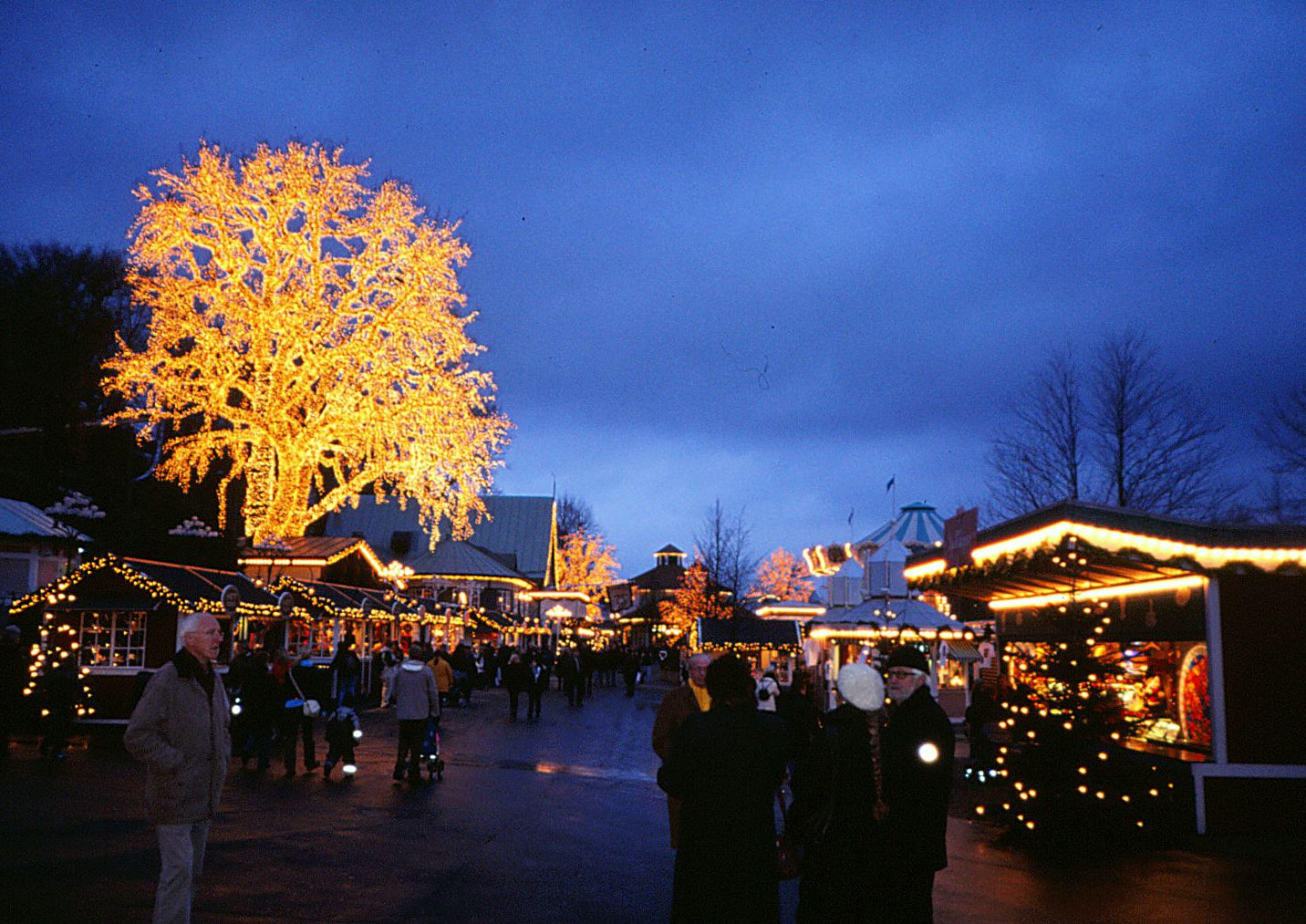
Liseberg im Winter

Liseberg ist ein Vergnügungspark im schwedischen Göteborg. Er wurde 1923 eröffnet und hat eine Größe von 20 Hektar. 2016 wurde er von etwa 2,94 Millionen Menschen besucht.

## Attraktionen

### Achterbahnen
| Name          | Typ                                 | Hersteller           | Eröffnungsjahr | Bemerkungen | Weblinks |
| ------------- | ----------------------------------- | -------------------- | -------------- | --- | -------- |
| Balder        | Holzachterbahn                      | Intamin              | 2003           | Der Name bezieht sich auf den gleichnamigen Gott.                                                                         |          |
| Helix         | Launched Coaster                    | Mack Rides           | 2014           | |          |
| Lisebergbanan | Stahlachterbahn ohne Inversion      | Zierer Rides, BHS    | 1987           | |          |
| Luna          | Shuttle Coaster, Familienachterbahn | Vekoma               | 2023           | Befindet sich im neuen Themenbereich Luna Park.                                                                           |          |
| Rabalder      | Familienachterbahn                  | Zierer Rides         | 2009           | |          |
| Stampbanan    | Familienachterbahn                  | Preston & Barbieri   | 2013           | |          |
| Valkyria      | Dive Coaster, Floorless Coaster     | Bolliger & Mabillard | 2018           | Der Name bezieht sich auf das Geistwesen Walküre. Befindet sich an der Stelle, an der sich zuvor die Bahn Kanonen befand. |          |

#### Ehemalige Achterbahnen
| Name             | Typ                               | Hersteller      | Eröffnungsjahr | Schließungsjahr | Bemerkungen | Weblinks |
| ---------------- | --------------------------------- | --------------- | -------------- | --------------- | --- | -------- |
| Bergbanan        | Holzachterbahn                    | Valdemar Lebech | 1923           | 1987            | Bei dieser Bahn fuhr ein menschlicher Bremser mit, der die Aufgabe hatte, die Geschwindigkeit des Zuges zu regulieren und ein Abheben des Zuges von der Schiene zu verhindern. Nach der 1987er Saison wurde die Bahn abgerissen. |          |
| Cirkusexpressen  | Familienachterbahn                | Zierer Rides    | 1977           | 2008            | Fuhr bis 1985 unter dem Namen Lilla Bergbanan und erhielt zur 1986er Saison zusammen mit dem neuen Namen eine Zirkus-Thematisierung. Seit 2009 fährt die Bahn unter dem Namen Achtbaan in Mondo Verde. |          |
| HangOver         | Inverted Coaster, Shuttle Coaster | Vekoma          | 1997           | 2002            | War die erste Invertigo-Auslieferung des Herstellers. Nach der Schließung in Liseberg befand die Bahn sich von 2003 bis 2004 eingelagert in Allou Fun Park. Danach fuhr sie von 2005 bis 2011 als Tornado in Sommerland Syd und seit 2012 als Triops im Parc Bagatelle. Ursprünglich war geplant, die Bahn als Linearmotor-Launched-Coaster zu errichten. Es gab allerdings technische Schwierigkeiten damit, wodurch ein klassischer Kettenlifthill zum Einsatz kam. |          |
| Kanonen          | Launched Coaster                  | Intamin         | 2005           | 2016            | Fährt seit 2023 als Matugani in Lost Island Theme Park. |          |
| Lisebergs Loopen | Stahlachterbahn mit Inversion     | Schwarzkopf     | 1980           | 1995            | Nach der Schließung in Liseberg befand sie sich bis 2012 als Looping Star in Playcenter São Paulo, von 2016 bis 2018 ebenfalls als Looping Star in Ita Park und von 2020 bis 2022 in Tivoli Park (ebenfalls als Looping Star). |          |
| Super 8          | Stahlachterbahn ohne Inversion    | Schwarzkopf     | 1966           | 1979            | |          |

### Drop-Tower
AtmosFear – Dieser 116 Meter hohe Freifallturm entstand aus dem Anfang der 1980er-Jahre errichteten Aussichtsturm Liseberg Tornet des Parks, der zwischen 2010 und 2011 zu einem Freifallturm umgebaut wurde.

### Wasserattraktionen

#### Wildwasserbahnen

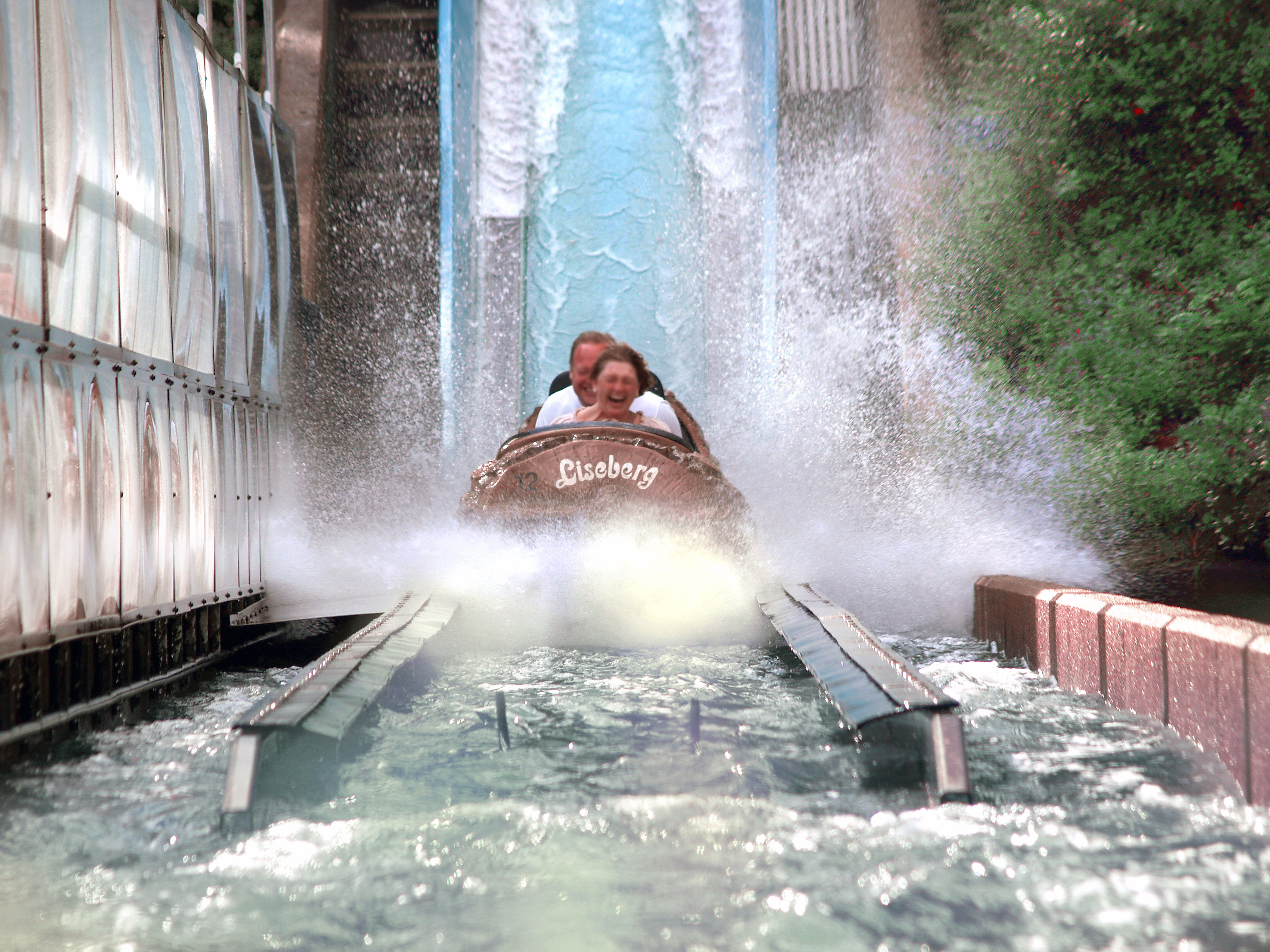
FlumeRide

- Kållerado – Eine „Mountain Rafting“-Bahn mit runden Booten, in denen jeweils 9 Personen sitzen können.
- FlumeRide – Eine Wildwasserbahn, dessen Boote das typische Design von ausgehöhlten Baumstämmen haben.

### Thrill Rides
- AeroSpin – Das 35 Meter hohe Fahrgeschäft Sky Roller stammt von dem deutschen Hersteller Gerstlauer Amusement Rides und wurde 2016 im Park eröffnet.
- Kraftverket – Ein 2025 eröffneter Breakdance 5 von Huss Rides.
- Loke – Für die Saison 2017 hat der Park ein Giant-Frisbee-ähnliches Karussell angekündigt, dabei handelt es sich um einen „Gyro-Swing“ von Intamin mit einer Schaukelhöhe von bis zu 42 Meter mit dem Namen „Loke“.[5]
- Mechanica ist ein Star-Shape-Fahrgeschäft des deutschen Herstellers Zierer Rides. Dabei handelt es sich um die Neuheit aus dem Jahr 2015.

### Ehemalige Attraktionen

#### Drop-Tower
- Höjdskräcken – Dieser 60 Meter hohe Freifallturm arbeitete nur mit Druckluftzylindern und hatte keine Wirbelstrombremse. Die Druckluftzylinder beförderten die Gondel zuerst nach oben. Dort wurde die Gondel mit hydraulischen Bremsen festgehalten, bis der Luftdruck in den Zylindern auf einen vorgegebenen Wert gesenkt wurde. Dann wurden die hydraulischen Bremsen gelöst und die Gondel stürzte nach unten. Dabei wurde die Luft in den Zylindern verdichtet, wodurch die Bremswirkung zustande kam. Die verdichtete Luft bewirkte anschließend, dass die Gondel wieder nach oben geschleudert wurde. Darauf folgte wieder ein Absturz nach unten. Durch gezieltes Ablassen des Luftdrucks in den Zylindern kam die Gondel wieder zurück zum Boden.[6]

- Uppskjutet – Dieser 60 Meter hohe Katapultturm, der mit Druckluftzylindern arbeitete, schoss die Gondel mit den Fahrgästen aus dem Stand senkrecht nach oben. Die Gondel wurde zuerst mit hydraulischen Bremsen festgehalten, bis die Druckluftzylinder einen bestimmten Luftdruck erreicht hatten. Sobald dieser erreicht war, wurden die hydraulischen Bremsen gelöst und die Gondel schoss senkrecht nach oben. Welche Höhe die Gondel dabei erreichte, ist nicht bekannt. Damit die Gondel nicht gegen den oberen Teil des 60 Meter hohen Turms schlagen konnte, musste ein Sicherheitsabstand vorhanden sein. Nachdem die Gondel den höchsten Punkt erreicht hatte, stürzt sie wieder nach unten, wodurch die Luft in den Zylindern wieder verdichtet wurde und eine Bremswirkung zustande kam. Die verdichtete Luft bewirkte anschließend, dass die Gondel wieder nach oben geschleudert wurde. Darauf folgte wieder ein Absturz nach unten. Durch gezieltes Ablassen des Luftdrucks in den Zylindern kam die Gondel wieder zurück zum Boden.[7]

## Großbrand im Wasserpark

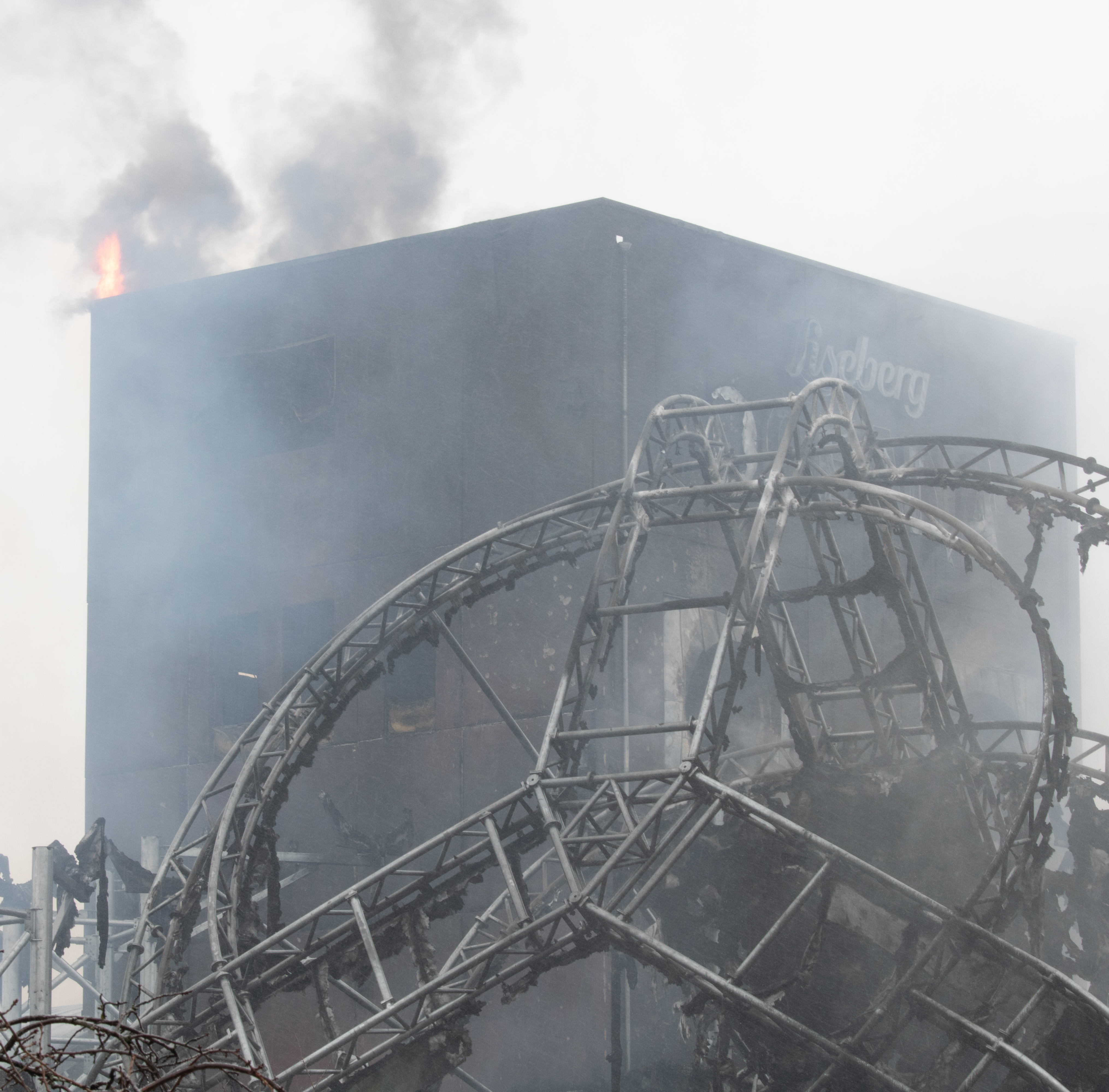
Brand von Oceana

Am 12. Februar 2024 kam es beim im Bau befindlichen Wasserpark Oceana zu einem Großbrand, bei dem es zwölf leicht verletzte Menschen gab. Eine zwischenzeitlich vermisst gemeldete Person, wurde nach drei Tagen Löscharbeiten tot geborgen.